# 다치카제급 구축함
타치가제급 구축함은 일본 해상자위대가 운용 중인 구축함이다. 현재는 모두 퇴역했다.
타치가제급 구축함은 네임쉽인 1번함 타치가제호가 1976년에 4호위대군에 처음으로 실전 배치되었으며, 2번함 아사카제호는 1979년에 역시 4 호위대군에 배치되었다. 3번함은 1983년에 2호위대군에 실전배치되었다.

## 함선 목록
| 선체 번호 | 이름     | 기공            | 진수             | 취역            | 퇴역            | 모항     |
| --------- | -------- | --------------- | ---------------- | --------------- | --------------- | -------- |
| DDG-168   | 타치카제 | 1973년 6월 19일 | 1974년 12월 17일 | 1976년 3월 26일 | 2007년 1월 15일 | 요코스카 |
| DDG-169   | 아사카제 | 1976년 5월 27일 | 1977년 10월 15일 | 1979년 3월 27일 | 2008년 3월 12일 | 사세보   |
| DDG-170   | 사와카제 | 1979년 9월 14일 | 1981년 6월 4일   | 1983년 3월 30일 | 2010년 6월 25일 | 사세보   |

참고로, 일본에서는 구축함을 군국주의를 연상시키는 군사용어라 하여 "호위함"이라고 표기하지만, 일본을 제외한 다른 나라들은 구축함(Destroyer)으로 표기한다.

## 같이 보기
- 충무공이순신급 구축함 - 한국 해군의 4천톤급 스탠다드 미사일 구축함
- 하타카제급 구축함 - 일본 해상자위대의 4천톤급 스탠다드 미사일 구축함
- 지앙카이II급 호위함 - 중국 해군의 4천톤급 미사일 구축함